# پیرولی کریمی
پیرولی کریمی(۱۳۰۳–۲ اردیبهشت ۱۳۴۰) خواننده، نوازنده کمانچه، آهنگ‌ساز و از چهره‌های سرشناس موسیقی لری بود.

## زندگی
پیرولی در سال ۱۳۰۳ خورشیدی در روستای ده‌پیرحیاتی در خرم‌آباد به دنیا آمد. در کودکی نواختن ساز کمانچه را نزد همتعلی سالم آغاز کرد و در مدت کوتاهی به همراه علی‌رضا حسین‌خانی (دیگر شاگرد سالم) از نوازندگان چیره‌دست کمانچه در لرستان شد.

## شیوهٔ موسیقایی
کریمی را از تکنیکی‌ترین نوازندگان کمانچه در عصر خود به‌شمار می‌آورند که با تسلطش به بسیاری از مقام‌ها و ردیف‌های موسیقایی لری در زمینه‌های ساز و آواز همچون شُنه‌شکی، علی‌دوستی، عزیزبگی، ساری‌خوانی، رقص‌های دوپا و سه‌پا سبکی خاص را در موسیقی لرستان بنا نهاد.
ترانه‌های لری «نازارِم و ملوسِم» ، «نونِم یَه کُر کیَه» و «بگرم کشکول» از آثار آهنگ‌سازی‌ اوست.
"در مقاله ای با عنوان درآمدی بر شیوه های نوازندگی کمانچه در موسیقی لرستان نوشته فرید رحمتی از نوازندگان آکادمیک کمانچه لرستانآمده است که: در کمانچه نوازی لرستان در نوازندگی استاد پیرولی کریمی تکنیکهای نوازندگی را میتوان یافت که منحصر به فرد است و در کمتر جای دیگر میتوان به این صراحت وجسارت و قدرت چنین تکنیکهایی را مشاهده کرد. به گونهای که بسیاری از نوازندگان جوان کمانچه در عصر حاضر هم در لرستان و هم در خارج از لرستان برای تقویت تکنیک خود در نوازندگی از آثار این استاد بهره کافی و وافی برده و میبرند. نوازندگی این استاد به راستی که مملو از شور و شعور و خالقیت و جسارت در نوازندگی است زیرا کمانچه را واقعا ً شوریده حال مینوازد که شاید برای یک نوازنده آکادمیک وجود این همه تحرك و پویایی یا به زبان تخصصیتر، استفاده از تکنیکهای سخت اجرایی و پوزیسیونهای دشوار، در نوازندگی افرادی که در محیطی غیر آکادمیک، اینگونه خالق و توانا پرورش یافتهاند عجیب به نظربرسد.
استاد  پیرولی کریمی به نحوی ازتمام امکانات اجرایی در نوازندگی خود بهره برده اندکه بهراستی هیچ نکته ای در بیان تکنیکی این ساز ناگفته نمانده و به بهترین و عالیترین صورت ممکن بیان شده است با بررسی آثار به جا مانده از این استاد و توجه به مسائل فنی در نوازندگی آنها از قبیل آرشه کشی، اجرای تکیه ها، ضربی نوازی، استفاده ازنواحی مختلف ساز،همراهی منحصر به فرد با آواز، استفاده از واخون،کوكهای ممتاز و مختص به موسیقی لری، اجرای درست (ژوست) فواصل، پوزیسیونهای دشوار و در نهایت کیفیت صدادهی ساز(سونوریته)میتوان پی برد که چه شاهکارهایی را در نوازندگی کمانچه اجرا نموده اند که نظیری را برای آن نمیتوان یافت. از دیگر ویژگیهای موجود در نوازندگی این استاد، بهره گیری از حالتی مانندمدوالسیون (مدگردی) البته به صورت خاص آن در نوازندگی کمانچه لری است که بیشتر به صورت تغییر یک درجه خاص در یک فاصله زمانی کوتاه و برگشت سریع آن به حالت اولیه است که رایجترین شکل آن در موسیقی لری، اشارهای کوتاه و گذرا به پرده های گوشه شکسته و بازگشت مجدد موسیقی به فواصل ماهور است. اجرای مدوالسیون در نوازندگی مستلزم ایجاد فضای مناسب وبهره گیری از قوانین خاصی است همچون استفاده از درجهای که پس از تغییر مد به عنوان نت محسوس (درجه هفتم) مایه جدید معرفی شده و برروی تونیک (درجه اول) مایه جدید حل میشود تا این تغییر مایه به گونهای تدریجی ایجاد شده و در گوش شنونده بهصورت ناگهانی و یکباره اتفاق نیفتد. با این وجود در بسیاری از آثار این اساتید اجرای مدوالسیون خاص موسیقی لری (تغییر سریع یک درجه خاص و بازگشت به حالت اول) در نوازندگی با کمانچه به شکلی که توضیح داده شد، وجود دارد. به گونه ای که بعد از گردش ملودی که بیشتر روی درجات مختلف ماهور مانند (درآمد، داد و خاوران و در نهایت شکسته) و شور و گاهی اصفهان اتفاق میافتد به صورتی منطقی به مایه اصلی بازگشته و ملودی را برای شنونده مانوس و دلنشین میسازند.
یکی دیگر از نکات قابل توجه در نوازندگی این استاد استفاده فراوان ازپوزیسیونهای مختلف به گونه ای متفاوت و مختص نوازندگی کمانچه در لرستان است. بدون اینکه کمترین فالشی (خطا) در تغییر پوزیسیون رخ بدهد. در تغییر پوزیسیون درنوازندگی این استاد و به طور کلی دربین نوازندگان کمانچه در لرستان متفاوت با دیگر نوازندگان از سیم اول یا سوم، که هر دو سیم نیز نت(Rr)کوك میشوند استفاده میکنند البته با بهره گیری از گلیساندو (مالش) این تغییر پوزیسیون را اجرا میکنند. معمولترین نوع تغییر پوزیسیون بروی سیم اول،حرکت یک پرده ای انگشت سوم یعنی نتsol به طرف نت La و در واقع جایگزینی انگشت سوم به جای انگشت چهارم، و در صورت لزوم حرکت انگشت سوم به طرف نت اکتاو سیم اول یعنی نت Rr با دو خط با الی پنج خط حامل و در واقع همان اشاره به نتهای تنال است که با بهره گیری از (گلیساندو) صورت میگیرد. و این تغییر پوزیسیون معمول در بین کمانچه نوازان لر با فرم رایج آن در بین نوازندگان موسیقی سنتی یعنی جایگزینی انگشت اول به جای انگشت سوم و پنجم که به ترتیب (پوزیسیون سوم و پنجم) نامیده میشود، متفاوت است زیرا هم شکل اجرای آن متفاوت است و هم با استفاده از گلیساندو صورت میگیرد که در بین نوازندگان کمانچه در موسیقی سنتی برای تغییر پوزیسیون به این صورت از گلیساندو استفاده نمیشود. به هر روی تغییر پوزیسیون جز لاینفک آثار نوازندگی این استاد بزرگ و شاید یکی از فاکتورهای مهم در ایجاد سبک منحصر به فرد، در نوازندگی ایشان است.  نکته قابل توجه در ساز پیرولی کریمی، استفاده از مدوالسیون در مناطق پایین دسته ساز و در هنگام تغیر پوزیسیون است. علیرغم اینکه در این منطقه از کمانچه فواصل نتها کم و انگشتهای نوازنده به هم نزدیک است و در نتیجه امکان کافی برای مانور دادن نوازنده به سختی میسر میشود.
علاوه بر نکات یاد شده موارد برجسته بسیاری از نظر تکنیک نوازندگی در ساز ایشان وجود دارد همچون استفاده از pizz (نواختن با انگشت) که حتی با وجود سرعت بالای قطعه به خوبی اجرا شده و گاهی هم به همراهی تنبک و ریتم قطعه، اقدام به نواختن ملودی اصلی باpizzمیکنند. استفاده از تکنیکcolegno (ضربات چوب آرشه بر روی ساز) نیز در ساز ایشان شنیده میشود که بیشتر در نواختن مقامهایی با سرعت متوسط اجرا شده و گاهی نیز تمهیدی است در جهت تقویت ریتم یعنی ضربات آرشه بر روی ساز منطبق با آکسانهای قوی اجرا میگردد.
استفاده مناسب نوانسهای مختلفبا بهرهگیری مناسب و به جا از آرشه به این صورت که بیشترین آکسان و تأکید با استفاده از فشار مناسب آرشه، بر اول جمالت واقع میشود. در آرشه کشی این بزرگان بیشتر از آرشه چپ و قسمتیک چهارم بالایی نوك آرشه در جهت ایجاد آکسانهای گفته شده و به طور کلی در بیان قوی جمالت استفاده شده است که مستلزم تعویض سریع آرشه چپ و راست است و برای ایجاد نوانس مناسب در جمالت موسیقی از فشار محکم، یکنواخت و یکسان بر قسمتهای مختلف آرشه حذر میکنند. گاهی هم به جای کاربرد انگشتان در اجرای تحریر، از حرکت سریع آرشه در جهت چپ و راست استفاده میشود. یعنی بار اجرایی انگشتان نوازنده در اجرای تحریرها به آرشه منتقل میشود.همین جابجایی سریع آرشه باعث ایجاد جمالتی کوتاه ولی قوی و تأثیرگذار شده که مانع طوالنی و یکنواخت شدن جمالت نوازنده و در نتیجه خسته شدن شنونده اثر میشود. به همین دلیل است که جواب آواز در ساز این استاد، کوتاه، متنوع و مختصر و مفید است و از جوابهای طولا نی و یکنواخت و کسل کننده استفاده نمیکنند. استفاده فراوان از تریل نیز یکی دیگر از ویژگیهای موجود در نوازندگی ایشان است. کمتر جمله ای را میتوان یافت که از تریلهای خاص خود استفاده نکرده باشند. به ویژه برای آرایش و تزئین قسمتهای کشیده و بدون تحریر و زینت یک جمله و وصل آنها به یکدیگر از تریل استفاده شده است. در حقیقت اجرای تریل نقشی اساسی در ایجاد سبک خاص نوازندگی ایشان دارد. که در نتیجه استفاده درست از همه امکانات نوازندگی فوق، میتوان سونوریته (صدادهی) عالی را از ساز این هنرمند شنید".
وی با دیگر هنرمندان موسیقی لُری همچون غلام جمشیدی،استوار رسولی،زلف‌علی بنیادی و.... همکاری داشته است.